# Варио
Варио (ワリオ) је измишљени лик у Нинтендовој серији видео-игара Mario, заклети супарник Марија. Први пут се појавио у игри Super Mario Land 2: 6 Golden Coins из 1992. за породицу играчких конзола Game Boy као главни антагониста и бос на самом крају игрице. Његово име је портманто састављен од Мариовог имена и јапанске речи варуи (悪い), што значи „лош”. Варија је дизајнирао Хироџи Кијотаке, а глас му је позајмио Чарлс Мартине, који је давао глас и многим другим ликовима у серији, као што су Супер Марио, Луиђи и Валуиђи.
Варио је постао протагониста и антихерој серија Wario Land и WarioWare. Поред појаве у спин-офовима у серији Mario, имао је камео улогу у серијама Kirby Super Star Ultra, Densetsu no Stafy 3 и Pilotwings 64. Јавио се и у другим медијима, попут графичког романа Super Mario Adventures. Лик је добио углавном позитиван критички пријем.

## Галерија
- Симбол Варија